# 싸귀 2: 퇴마록
《싸귀2: 퇴마록》은 《싸우자귀신아》의 후속작이며, 매주 목요일에 연재되었던 웹툰이다. 원래 제목은 《싸우자귀신아 시즌 2》이다.